# Caecilia albiventris
Caecilia albiventris (significando Cecília-de-ventre-branco) é uma espécie de anfíbio gimnofiono.
É endémica do Suriname, sendo conhecida apenas por espécimes recolhidos no século XIX numa localidade apenas marcada genericamente como Suriname.
Presume-se que o seu habitat consista em floresta húmida, sendo um animal subterrâneo.